# ダーク・ボガード
ダーク・ボガード（Sir Derek Jules Gaspard Ulric Niven van den Bogaerde, Dirk Bogarde, 1921年3月28日 - 1999年5月8日）は、イギリスの俳優、作家。
ロンドン・ハムステッド出身。本名、デレク・ファン・デン・ボガール。父親はオランダ人でタイムズの編集者、母親は元女優・マーガレット・ニーヴェン。ドイツ人と勘違いされることもあったが、イギリス人の俳優である。

## 生涯
チェルシー美術学校で舞台美術などを学び、1939年にはロンドンの舞台で裏方として働いていた。ある時、俳優の一人が急遽出演出来なくなったため代役として舞台に立って俳優としてのキャリアをスタートさせた。しかし同年、第二次世界大戦に従軍、ベルゲン・ベルゼン強制収容所に辿り着いた最初の連合国将校の一人でもあった。また公式命令により戦争画を描き、そのうち二点は大英博物館に保存されているという。
大戦終了後の1947年に再び俳優として活動を始め、舞台出演が高い評価を得て、同年映画デビュー。以降イギリスを代表する名優として活躍した。1950年代から1970年代の彼の作品のいくつかで、ボガードは有名な役柄を演じたが、映画のいくつかは、スタジオまたはそのスクリプトによって設定された制限のために、不均一な品質だった。1958年の映画『風は知らない』で日本の女優谷洋子と共演。 The Angel Wore Red (1960)、スペイン内戦中にキャバレーのエンターテイナーであるエヴァ・ガードナーと恋に落ちる役柄を演じた。1963年の『召使』と1965年の『ダーリング』で英国アカデミー賞を受賞。ハリウッドから誘われ続けたが、アメリカ映画は『わが恋は終りぬ』一本のみ出演。主にイギリス・フランス・イタリアなどヨーロッパ映画で活躍した。ルキノ・ヴィスコンティ監督作品では1969年の『地獄に堕ちた勇者ども』で元ナチスのマックス・アルドーファーを演じ、1971年の『ベニスに死す』ではグスタフ・フォン・アッシェンバッハを好演しいずれも高い評価を得た。リリアーナ・カヴァーニ監督の『愛の嵐』（1974）ではシャーロット・ランプリングと共演した。アラン・レネ監督の多面的なフランス映画『プロビデンス』(1977) で、酔っ払って瀕死の作家 (ジョン・ギールグッド) の弁護士の息子であるクロードとして登場した。また、『デスペア 光明への旅』（1978）で狂気に陥る実業家を演じた。そしてベルトラン・タヴェルニエの『ダディ・ノスタルジー』（1991）のダディとして、ジェーン・バーキンと共演した。
ボガードは長い間マネージャーのアンソニー・フォーウッドと同居し、一度も結婚しなかったため、ゲイであると噂されていた。ボガード自身は常に、フォーウッドは単なる友人関係にあると語っていた（なおフォーウッドは1942年から1948年まで女優のグリニス・ジョンズと結婚していた）。1988年5月18日、フォーウッドは72歳で死去。1999年5月8日、ボガードは心臓発作により死去。

## 人物
- 『わが恋は終りぬ』で共演した女優のキャプシーヌと交際していたことがある。

## フィルモグラフィ

### 映画
| 公開年 | 邦題 原題                                                                      | 役名                               | 備考                                                                            |
| ------ | ------------------------------------------------------------------------------ | ---------------------------------- | ------------------------------------------------------------------------------- |
| 1948   | 四重奏 Quartet                                                                 | ジョージ・ブランド                 |                                                                                 |
| 1950   | 兇弾 The Blue Lamp                                                             | トム・ライリー                     |                                                                                 |
| 1952   | ジェントル・ガンマン The Gentle Gunman                                         | マット・サリヴァン                 | 日本劇場未公開                                                                  |
| 1953   | 空軍爆撃中隊 Appointment in London                                             | ティム・メイソン                   | 日本劇場未公開                                                                  |
| 1954   | 断固戦う人々 They Who Dare                                                     | グラハム                           |                                                                                 |
| 1954   | ダーク・ボガードの 求婚物語/エンゲージリング・ストーリー For Better, for Worse | トニー・ハワード                   | 日本劇場未公開                                                                  |
| 1955   | 暗黒大陸/マウマウ族の反乱 Simba                                                | アラン・ハワード                   |                                                                                 |
| 1955   | わたしのお医者さま Doctor at Sea                                               | サイモン・スパロウ                 |                                                                                 |
| 1957   | 将軍月光に消ゆ Ill Met by Moonlight                                            | パトリック・リー・ファーマー       |                                                                                 |
| 1957   | キャンベル渓谷の激闘 Campbell's Kingdom                                        | ブルース・キャンベル               |                                                                                 |
| 1958   | 二都物語 A Tale of Two Cities                                                  | シドニー・カートン                 |                                                                                 |
| 1958   | 風は知らない The Wind Cannot Read                                              | マイケル・クイン                   |                                                                                 |
| 1960   | 夜と昼の間 The Angel Wore Red                                                  | アルトゥーロ・カレラ               |                                                                                 |
| 1960   | わが恋は終りぬ Song Without End                                                | フランツ・リスト                   | ゴールデングローブ賞 映画部門 主演男優賞 (ミュージカル・コメディ部門)ノミネート |
| 1961   | 黒い狼 The Singer Not the Song                                                 | アナクレート・コマチ               |                                                                                 |
| 1962   | 合言葉は勇気 The Password Is Courage                                           | チャールズ・カウワード             |                                                                                 |
| 1962   | 戦艦デファイアント号の反乱 H.M.S. Defiant                                      |                                    |                                                                                 |
| 1963   | マインド・ベンダース The Mind Benders                                          | ヘンリー・ロングマン               | 日本劇場未公開                                                                  |
| 1963   | 愛と歌の日々 I Could Go On Singing                                             | デイヴィッド・ダン                 | 日本劇場未公開                                                                  |
| 1963   | 召使 The Servant                                                               | ヒューゴー・バレット               | 英国アカデミー賞 主演男優賞受賞                                                 |
| 1964   | 地獄のガイドブック Hot Enough for June                                         | ニコラス・ウィスラー               |                                                                                 |
| 1964   | 銃殺 King and Country                                                          | チャールズ・ハーグリーヴズ         |                                                                                 |
| 1964   | キプロス脱出作戦 The High Bright Sun                                           | マクガイア                         |                                                                                 |
| 1965   | ダーリング Darling                                                             | ロバート・ゴールド                 |                                                                                 |
| 1966   | 唇からナイフ Modesty Blaise                                                    | ガブリエル                         |                                                                                 |
| 1967   | できごと Accident                                                              | スティーヴン                       | 英国アカデミー賞 主演男優賞ノミネート                                           |
| 1968   | フィクサー The Fixer                                                           | ボリス・ビビコフ                   |                                                                                 |
| 1969   | 素晴らしき戦争 Oh! What a Lovely War                                           | スティーヴン                       |                                                                                 |
| 1969   | アレキサンドリア物語 Justine                                                   | パースウォーデン                   |                                                                                 |
| 1969   | 地獄に堕ちた勇者ども The Damned                                                | フリードリヒ・ブルックマン         |                                                                                 |
| 1971   | ベニスに死す Death in Venice                                                   | グスタフ・フォン・アッシェンバッハ | 英国アカデミー賞 主演男優賞ノミネート                                           |
| 1973   | エスピオナージ Night Flight from Moscow                                        | フィリップ・ボイル                 |                                                                                 |
| 1974   | 愛の嵐 The Night Porter                                                        | マクシミリアン                     |                                                                                 |
| 1975   | 殺しの許可証 Permission to Kill                                                | アラン・カーティス                 |                                                                                 |
| 1977   | プロビデンス Providence                                                        | クロード・ランガム                 |                                                                                 |
| 1977   | 遠すぎた橋 A Bridge Too Far                                                    | フレデリック・ブラウニング中将     |                                                                                 |
| 1978   | デスペア 光明への旅 Despair                                                    | ヘルマン・ヘルマン                 |                                                                                 |
| 1981   | パトリシア物語 The Patricia Neal Story                                         | ロアルド・ダール                   | テレビ映画                                                                      |
| 1988   | ザ・ビジョン/衛星テレビの陰謀 The Vision                                       | ジェームズ・マリナー               | テレビ映画                                                                      |
| 1990   | ダディ・ノスタルジー Daddy Nostalgie                                           | 父                                 |                                                                                 |

## 著書

### 自伝
- Snakes and Ladders (1978)
- An Orderly Man (1983)
- Backcloth (1986)
- レターズ ミセスXとの友情 A Particular Friendship ISBN 978-4896670653 (1989)
- Great Meadow (1992)
- A Short Walk from Harrods (1993)
- Cleared for Take-Off (1995)

### 小説
- A Gentle Occupation (1980)
- Voices in the Garden (1981)
- West of Sunset (1984)
- Jericho (1991)
- A Period of Adjustment (1994)
- Closing Ranks (1997)